# 431 Nefela
431 Nefela (mednarodno ime je 431 Nephele) je asteroid tipa B (po Tholenu in SMASS) v glavnem asteroidnem pasu.

## Odkritje
Asteroid je odkril francoski astronom A. Charlois ( 1864 – 1910) 18. decembra 1897 v Nici. Imenuje se po nimfi Nefeli iz grške mitologije.

## Lastnosti
Asteroid Nefela obkroži Sonce v 5,56 letih. Njegova tirnica ima izsrednost 0,172, nagnjena pa je za 1,827° proti ekliptiki. Njegov premer je 95,03 km, okoli svoje osi se zavrti v 9,102 h.